# Liga Leumit 1963-1964 (pallacanestro)
La Liga Leumit 1963-1964 è stata la 10ª edizione del massimo campionato israeliano di pallacanestro maschile. La vittoria finale è stata ad appannaggio del Maccabi Tel Aviv.

## Regular season
|  |     | Squadra               | G  | V  | P  | PF   | PS   | PF/PS | Pt | Qualificazione            |
|  | --- | --------------------- | -- | -- | -- | ---- | ---- | ----- | -- | ------------------------- |
|  | 1.  | Maccabi Tel Aviv      | 24 | 23 | 1  | 1811 | 1320 | +491  | 47 |                           |
|  | 2.  | Hapoel Tel Aviv       | 24 | 19 | 5  | 1563 | 1392 | +171  | 43 |                           |
|  | 3.  | Hapoel Haifa          | 24 | 18 | 6  | 1785 | 1501 | +284  | 42 |                           |
|  | 4.  | Hapoel Holon          | 24 | 15 | 9  | 1544 | 1402 | +142  | 39 |                           |
|  | 5.  | H. Mishmar HaEmek     | 24 | 15 | 9  | 1671 | 1536 | +135  | 39 |                           |
|  | 6.  | Hapoel Gerusalemme    | 24 | 13 | 11 | 1503 | 1509 | -6    | 37 |                           |
|  | 7.  | Hapoel Giv'at Brenner | 24 | 13 | 11 | 1605 | 1519 | +86   | 37 |                           |
|  | 8.  | Hapoel Giv'at Haim    | 24 | 11 | 13 | 1523 | 1555 | -32   | 35 |                           |
|  | 9.  | Maccabi K. Motzkin    | 24 | 10 | 14 | 1466 | 1547 | -81   | 34 |                           |
|  | 10. | Hapoel Beit Alfa      | 24 | 8  | 16 | 1543 | 1691 | -148  | 32 |                           |
|  | 11. | Maccabi Petah Tiqwa   | 24 | 7  | 17 | 1397 | 1603 | -206  | 31 |                           |
|  | 12. | Maccabi Haifa         | 24 | 7  | 17 | 1368 | 1730 | -362  | 27 |                           |
|  | 13. | Maccabi Gerusalemme   | 24 | 1  | 23 | 1350 | 1824 | -474  | 25 | retrocesso in Liga Artzit |

## Squadra vincitrice
|    | Naz.                                           | Ruolo | Sportivo           | Anno | Alt. |  |  |
| -- | ---------------------------------------------- | ----- | ------------------ | ---- | ---- |  |  |
| 4  | Israele (bandiera)                             | A     | Abraham Hoffman    | 1938 | 190  |  |  |
| 5  | Israele (bandiera)                             | AG    | Abraham Hassid     | 1935 | 187  |  |  |
| 6  | Israele (bandiera)                             |       | Abraham Nathaniel  |      |      |  |  |
| 7  | Israele (bandiera)                             |       | Zvi Eiznboim       |      |      |  |  |
| 8  | Israele (bandiera)                             | AP    | Amnon Avidan       | 1943 | 188  |  |  |
| 9  | Israele (bandiera)                             | G     | Gideon Freitag     | 1943 | 174  |  |  |
| 10 | Israele (bandiera)                             | P     | Haim Starkman      | 1944 | 178  |  |  |
| 11 | Germania Ovest (bandiera) · Israele (bandiera) | PG    | Ralph Klein        | 1931 | 186  |  |  |
| 12 | Israele (bandiera)                             | C     | Tanhum Cohen-Mintz | 1939 | 204  |  |  |
| 13 | Israele (bandiera)                             | G     | David Frish        | 1935 | 187  |  |  |
| 14 | Israele (bandiera)                             | AP    | Shabtai Ben-Bassat | 1940 | 187  |  |  |
| 15 | Israele (bandiera)                             | A     | Jacob Edelist      | 1937 | 190  |  |  |
| 16 | Israele (bandiera)                             | A     | Moshe Golovey      | 1936 | 188  |  |  |
| 17 | Israele (bandiera)                             | G     | Itzhak Amar        | 1935 | 186  |  |  |
|    | Israele (bandiera)                             | ALL   | Yehoshua Rozin     |      |      |  |  |